# Charles Kingsley Adams
Charles Kingsley Adams (* 17. Juni 1899 in Sidcup, Kent; † 19. Januar 1971 in London) war ein britischer Kunsthistoriker.

## Leben
Er war der Sohn eines Uhrmachers. Er studierte am Brasenose College in Oxford und diente im Ersten Weltkrieg als 2nd Lieutenant im East Surrey Regiment in Frankreich, wo er verwundet wurde. 1919 wurde er Assistent an der National Portrait Gallery in London, deren Direktor er von 1951 bis zu seinem Ruhestand 1964 als Nachfolger von Henry M. Hake war. 1954 wurde er Commander des Order of the British Empire. Er war Fellow der Society of Antiquaries of London.

## Veröffentlichungen (Auswahl)
- A catalogue of the pictures in the Garrick Club. Garrick Club, London 1936.
- mit Erna Auerbach: Paintings and sculpture at Hatfield House. A catalogue. Constable, London 1971.